# Bratislava V
Bratislava V er et okres (distrikt) i byen Bratislava i regionen Bratislava i Slovakiet. Det er det største Bratislava-distrikt og dækker de sydlige områder af byen og inkluderer boroughene Petržalka, Jarovce, Rusovce og Čuňovo. Det grænser op mod floden Donau mod nord og øst, hvilket danner grænserne til Bratislava IV, Bratislava I, Bratislava II og Senec. Det grænser op mod Ungarn i syd og Østrig i vest. Indtil 1918 var den nordlige del af distriktet en del af det ungarske amt Pozsony, mens den sydlige del var del af amtet Moson. Det er det eneste slovakiske distrikt, som er beliggende på den højre bred af Donau.
48°03′51″N 17°06′49″Ø / 48.0641°N 17.1135°Ø